# セルジュ・リファール停留所

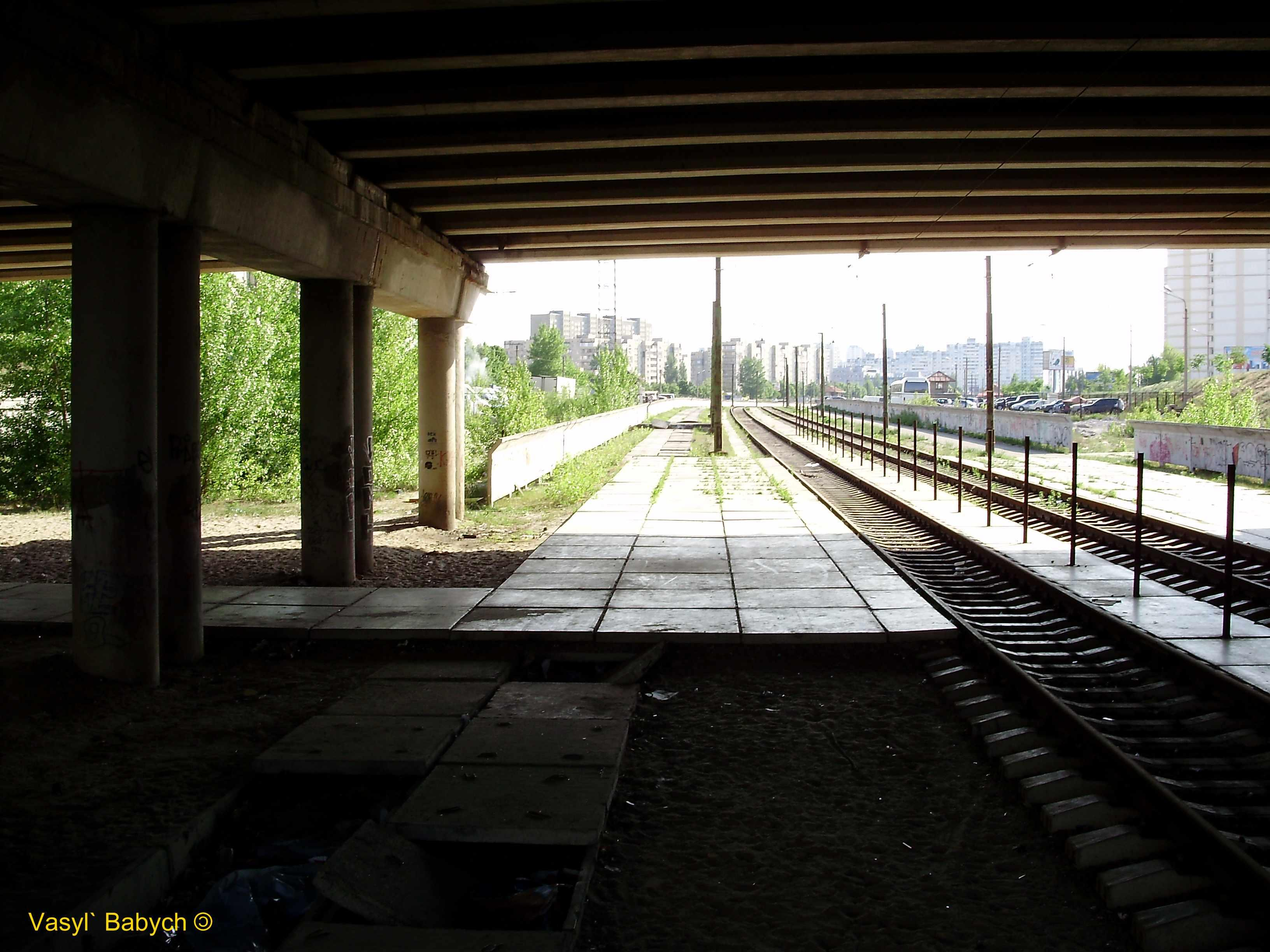
改修前の駅

セルジュ・リファール停留所 (セルジュ・リファールていりゅうじょ、ウクライナ語: Сержа Лифаря) は、ウクライナ・キーウ特別市デスニャンスキー区にあるキーウ・ライトレール左岸線の駅である。

## 歴史
- 2000年5月26日 -サブロワ停留所として開業。
- 2008年 - オレクサンドラ・サブロワ停留所に改称。
- 2009年1月1日 - 路線の改良工事のため休止される。
- 2012年10月24日 - 駅の営業を再開。
- 2019年 - セルジュ・リファール停留所に改称。

## 駅構造
相対式ホーム2面2線を有する地上駅である。両ホームは跨線橋で連絡している。

## 名称
かつてはソビエト連邦の軍人でソ連邦の英雄のアレクサンドル・サブロフにちなんだ名称だったが、現在はウクライナ民族主義者組織の一員で、ウクライナ出身でフランスのバレエダンサーであるセルジュ・リファールにちなんだ名称に変更されている。

## 隣の駅
キーウパストランス
キーウ・ライトレール左岸線
セオドア・ドライザー停留所 - セルジュ・リファール停留所 - マリー二・ツヴェタエワ停留所